# Centre de recherche technique de Finlande
Pour les articles homonymes, voir VTT.
Le Centre de recherche technique de Finlande (finnois : Teknologian tutkimuskeskus, sigle VTT) est un organisme de recherche sous contrat, qui dépend du ministère des Affaires économiques et de l'Emploi. 
Ses objectifs sont l'innovation, le développement des nouvelles technologies et la création de valeur ajoutée pour améliorer la compétitivité de l'industrie nationale dans un grand nombre de secteurs.
VTT est une entreprise publique sous le contrôle du ministère des Affaires économiques et de l'Emploi.

## Présentation
Fondé en 1942, son président est actuellement Antti Vasara. Le volume d'affaires de l'entreprise est de 268 millions d'euros (2018). Au 31 décembre 2018, 2 177 employés travaillent dans les différents centres (Tampere, Jyväskylä, Oulu, Kuopio, Kajaani), mais un large majorité est basée à Espoo sur le campus d'Otaniemi.
En 2022, VTT compte 4 filiales:
- VTT Ventures Ltd
- VTT International Ltd
- VTT SenseWay Oy
- VTT Holding Oy

## Recherche
Le Centre est divisé en sept départements de recherche, épaulés par des services destinés à la promotion commerciale des activités. 
- Technologie de l'information et de la communication, électronique
- Machinerie, matériaux, génie industriel
- Transport, trafic et logistique
- Biotechnologie, industrie alimentaire et pharmaceutique
- Papier, chimie et environnement
- Construction et infrastructure
- Énergie.

## Statistiques
VTT a 2 177 employés (31 décembre 2018), dont 80% ont un diplôme universitaire. 
VTT est propriétaire de plus de 1 400 brevets, et il fait environ 1300 publications par an.